# Copa Osvaldo Juan Zubeldía
La Copa Osvaldo Juan Zubeldía fue un torneo cuadrangular de fútbol disputado en las ciudades de Cali y Medellín en el año 1982 como homenaje póstumo al gran jugador y entrenador argentino Osvaldo Zubeldía entonces último técnico campeón con Atlético Nacional que recientemente había fallecido en la capital de la montaña; en este certamen tomaron parte los equipos representativos de la ciudad de Cali; América de Cali y Deportivo Cali, el Atlético Nacional y el Grêmio de Porto Alegre.
El formato del torneo como era común en la época se disputaba en doblete (partidos a primera y segunda hora en la misma cancha) a dos fechas.

## Equipos participantes
- América de Cali
- Deportivo Cali
- Atlético Nacional
- Grêmio

## Resultados

### Semifinales
| 8 de febrero de 1982 | Deportivo Cali    | 2:0 | Atlético Nacional | Estadio Pascual Guerrero, Cali |  |
|                      | Bravo · Sarmiento |     |                   |                                |  |

| 9 de febrero de 1982 | América de Cali        | 3:1 | Grêmio   | Estadio Pascual Guerrero, Cali |  |
|                      | Alfaro · Lugo · Sierra |     | Baltazar |                                |  |

### Tercer lugar
| 11 de febrero de 1982 | Atlético Nacional | 2:3 | Grêmio                           | Estadio Atanasio Girardot, Medellín |  |
|                       | Gómez 4'          |     | Tarciso 8' · Baltazar · Paulinho |                                     |  |

### Final
| 12 de febrero de 1982 | América de Cali | 1:1 | Deportivo Cali | Estadio Atanasio Girardot, Medellín |  |
| | Caicedo 10'     |     | Bravo 1'       |                                     |  |
| Al presentarse empate el título debía definirse con cobro de cinco penas máximas por la igualdad en el clásico, sin embargo, el onceno verdiblanco rehusó a cobrar desde los 12 pasos por desconocer el reglamento del torneo, de este modo América fue el Ganador. |                 |     |                |                                     |  |

| Colombia                |
| Campeón América de Cali |